# Wilhelm Simon (Politiker)
Wilhelm Simon (* 18. Juni 1833 in Köln; † 1. Juli 1916) war ein deutscher Eisenbahnmanager und Parlamentarier.

## Leben
Wilhelm Simon war der Sohn des Geheimen Regierungsrats in Köln Louis Simon und der Anna geb. Motherby (1807–1970), der in Königsberg geborenen Tochter von William Motherby und Johanna Motherby. Ernst Moritz Arndt war sein Taufpate.
Er studierte an der Ruprecht-Karls-Universität Heidelberg und der Rheinischen Friedrich-Wilhelms-Universität Bonn. Er wurde im Corps Vandalia Heidelberg (1854) und im Corps Palatia Bonn (1855) recipiert. Nach dem Studium war er von 1861 bis 1873 in der Verwaltung der Preußischen Staatseisenbahnen tätig. Von 1873 bis zur Verstaatlichung 1884 war er Vorsitzender des Direktoriums der privaten Berlin-Hamburger Bahn.
1889–1893 vertrat Simon als Abgeordneter den Wahlkreis Breslau 7 (Waldenburg, Reichenbach) im Preußischen Abgeordnetenhaus. 1893 gehörte er der Budgetkommission an. Er war Mitglied der Fraktion der Nationalliberalen Partei, deren Zentralvorstand er von 1893 bis 1911 angehörte. Er erhielt den Charakter als Geheimer Regierungsrat.